# Un día de suerte
Un día de suerte és una pel·lícula dramàtica italo-argentina del 2002 dirigida per Sandra Gugliotta, en la que era la seva òpera prima, amb guió escrit per Gugliotta i Marcelo Schapces. A Argentina fou coneguda també com a Lo que buscas es amor. El productor executiu era Marcelo Schapces, i fou produïda per Sandra Gugliotta i Fernando Merinero.
El tema d'aquest docudrama és la crisi econòmica i l'atur entre la població jove durant la crisi econòmica argentina (1998–2002). La pel·lícula va guanyar dos premis al Festival Internacional de Cinema de Berlín, guanyant també el Premi Caligari Film i el Premi Quijote.

## Argument
El 2000 Elsa (Valentina Bassi), una dona de 25 anys que amb prou feines es guanya la vida com a dona-anunci als carrers de Buenos Aires, comet delictes menors, com robar la cartera del seu cap, per sobreviure. Com a noia anunci, fa allò que es pot considerar un treball humiliant: lliurar flyers de comprimits "antiestrès" a automobilistes i vianants, vestir-se amb vestits estranys per a restaurants de menjar ràpid i similars.
Durant la pel·lícula tenen lloc protestes als carrers de Buenos Aires, però Elsa els ignora. S'hi inclouen escenes documentals de les revoltes del 2001 que semblenfetes per una càmera de mà. Ella somia amb fugir del seu país empobrit i viatjar a Itàlia on un ex-xicot, amb qui va tenir una relació d'una nit uns mesos abans, a la recerca de millors oportunitats. Això és irònic perquè el seu avi anarquista (Darío Víttori) va deixar Itàlia i va venir a l'Argentina per escapar de la pobresa (encara té punts de vista anti-establishment) anys enrere. El seu xicot Walter (Fernán Mirás) protesta pel viatge, però, el seu avi l'insta a seguir el seu cor. El seu somni és sobretot una fantasia que té per tal de sobreviure durant els problemes econòmics de l'Argentina.

## Repartiment
- Valentina Bassi - Elsa
- Claudio Gallardou - Alejandro
- Fernán Mirás - Walter
- Lola Berthet - Laura
- Darío Víttori - Abuelo
- Jesús Berenguer - Franco
- Damián De Santo - Toni
- Nicolás Mateo - Erasmo
- Claudia Lapacó - Madre
- Luis Luque - Hernando
- María Laura Cali - Claudia
- Mario Paolucci - Arístides

## Recepció cerítica
A Clare Norton-Smith, escrivint per la BBC, li va agradar com van ser desenvolupats els personatges per Sandra Gugliotta, i va escriure: "Tot i que Elsa suporta circumstàncies tenebroses i recorre a mesures desesperades, l'esperit de convicció i la creença. Com Gugliotta diu, la seva pel·lícula "parla de somnis, de la possibilitat i de la lluita per complir un somni. També parla de bones persones, de barreres socials i d'arrels.'"
Alguns crítics van sentir que el tema de la pel·lícula, és a dir, la privació econòmica, no va anar gaire lluny. David Walsh, escrivint el lloc web del World Socialist va escriure, "Una vegada més, sense tenir cap sentit de les circumstàncies històriques que expliquen l'estat d'ànim actual, no es pot anar gaire lluny. La pel·lícula no té el" pathos de distància ". Un día de suerte planteja qüestions interessants, però no s'hi endinsa profundament. Les escenes dels nens de la classe treballadora semblen una cosa falsa i estereotipada, una idea de classe mitjana de com són aquests joves."

## Premis
Guanyadora
- Festival Internacional de Cinema de Berlín: Caligari Film Award; Premio Don Quijote - Mención Especial, 2002
- Ankara Flying Broom International Women's Film Festival: premi FIPRESCI, 2002

Nominacions
- Asociación de Cronistas Cinematográficos de la Argentina: Cóndor de Plata; mejor primer filme, Sandra Gugliotta; 2003
- Buenos Aires Festival Internacional de Cine Independiente: mejor filme, Sandra Gugliotta; 2002
- Goya a la millor pel·lícula estrangera de parla hispana:, Sandra Gugliotta; 2003[5]
- Miami Latin Film Festival: Golden Egret Best Film; Sandra Gugliotta ; 2003.